# Колмеурне
«Колмеурне» (груз. კოლმეურნე, «Колгоспник») — республіканське сільське добровільне спортивне товариство Грузії, створене 1930 року, реорганізоване 1956 року.
Серед відомих колективів і спортсменів, які представляли товариство: футбольний клуб «Колмеурне» (Ланчхуті), Роман Руруа (греко-римська боротьба), Армаз Шенгелія та інші.
Станом на 1960 рік у складі товариства було 2262 колективи фізичної культури, що об'єднували бл. 156 тисяч осіб. За підсумками 1959 року «Колмеурне» підготувало 13 майстрів спорту.
Станом на 1972 рік «Колмеурне» об'єднувало 253,6 тисячі фізкультурників (з усіх 1078,5 тис. фізкультурників республіки).